# Степанов, Сергей Александрович (государственный деятель)
Сергей Александрович Степа́нов (1903—1976) — советский государственный деятель. Лауреат Сталинской премии.

## Биография
Родился 6 (19 октября) 1903 года в Санкт-Петербурге в семье рабочего.
- 1919—1923 — чернорабочий, слесарь «Синявино» и «Пост-Торфяной» в Петроградской и Новгородской губерниях.
- 1923—1926 — студент ЛГИ.
- 1926—1931 — студент МВТУ имени Н. Э. Баумана окончил со специальностью «инженер-механик»
- 1931—1933 — слушатель военно-промышленного отделения Военно-морской академии в Ленинграде.
- 1933—1938 — конструктор, мастер по испытанию дизелей, начальник цеха, главный инженер завода в Коломне (Московская область).
- 1938—1939 — заместитель наркома машиностроения СССР.
- 1939—1942 — заместитель наркома тяжелого машиностроения СССР.
- 1942—1946 — заместитель наркома танковой промышленности СССР, генерал-майор инженерно-танковой службы (1945)
- 1946—1951 — первый заместитель министра транспортного машиностроения СССР.
- октябрь—декабрь 1951 года — первый заместитель министра сельскохозяйственного машиностроения СССР.
- 1951—1953 — министр сельскохозяйственного машиностроения СССР.
- 1953—1954 — первый заместитель министра машиностроения СССР.
- 1954—1957 — министр транспортного машиностроения СССР.
- 1957—1963 — председатель Среднеуральского совнархоза.
- 1963—1965 — заместитель председателя Госплана СССР.

Генерал-майор инженерно-танковой службы. Член ЦК КПСС в 1961—1966 годах, кандидат в члены ЦК КПСС в 1952—1961 годах, депутат ВС СССР 5—6 созывов (1958—1966). С октября 1965 года персональный пенсионер союзного значения.
Умер 26 декабря 1976 года. Похоронен в Москве на Новодевичьем кладбище.

## Награды и звания
- три ордена Ленина (…, …, 11.12.1953)
- орден Кутузова I степени
- орден Кутузова II степени
- три ордена Трудового Красного Знамени
- орден «Знак Почёта»
- Сталинская премия третьей степени (1951) — за коренное усовершенствование технологии серийного производства мощных турбин.